# 台北県知事
台北県知事（たいほくけんちじ、繁体字中国語: 臺北縣知事、簡体字中国語: 台北县知事）は、日本統治時代の台湾における大台北地区の首長。この行政区画は台北県、すなわち現在の台北都市圏である。

## 歴代知事
1. 田中綱常
2. 橋口文蔵
3. 村上義雄